# داء نيمان-بيك، النمط ج
داء نيمان – بيك النمط ج واختصارًا (NPC)، هو أحد أمراض الاختزان في الجسيمات الحالة مرتبط بطفرة في الجينات NPC1 وNPC2. يصيب داء نيمان – بيك واحدًا من كل 150 ألف شخص تقريبًا. ويتجلى المرض عند 50% من الصابين تقريبًا قبل سن 10 سنوات، لكن لا يمكن التعرف على مظاهر المرض إلا في وقت متأخر في العقد السادس.

## الأعراض والعلامات
لداء نيمان – ويك طيف واسع من الأعراض السريرية. قد يحدث تضخم في الطحال (تضخم الطحال) والكبد (تضخم الكبد)، أو تضخم مشترك في الطحال أو الكبد (ضخامة الكبد والطحال)، لكن يمكن أن تغيب هذه الأعراض في الحالات المتأخرة. يمكن أن يحدث يرقان مديد أو ارتفاع بيليروبين عند الولادة. غير أنه في بعض الحالات قد لا يظهر تضخم الطحال أو الكبد لشهور أو سنوات أو نهائيًا. يصبح تضخم الطحال أو الكبد مع الوقت أقل وضوحًا، على العكس من تقدم أمراض الاختزان في الجسيمات الحالة الأخرى مثل داء نيمان – بيك الأنماط (أ) و (ب) أو داء غوشيه. عادةً لا يسبب ضخامة العضو مضاعفات كبيرة.
من السمات المميزة في داء نيمان – بيك نمط ج ترقيه عصبيًا، ومسؤوليته عن التسبب بعجز وموت الخديج في كل الحالات ما عدا أطفال المرحلة الباكرة. كلاسيكيًا، قد يصاب أطفال داء نيمان – بيك مبدئيًا بتأخر وصول طبيعي للمهارات النمائية الهامة قبل ظهور التدهور المعرفي (الخرف).
تتضمن الأعراض والعلامات العصبية الرنح مخيخيّ المنشأ (مشي غير مستقر وحركة أطراف غير متناسقة) والرتّة (عسرة التلفّظ أو كلام متداخل) وعسرة البلع (صعوبة في البلع) والرعاش والصرع (جزئي ومعمم) والشلل فوق النووي العمودي (شلل حملقة علوية، شلل حملقة سفلية، شلل رمشي أو شلل) وتقلبات في النوم والجُمدَة الضَحِكية (خسارة مفاجئة للتوتر العضلي أو نوبات سقوط) وخلل التوتر (حركات غير طبيعية أو وَضْعَات ناجمة عن تقلصات في العضلات الناهضة والمناهضة على المفاصل) تبدأ معظمها بدوران داخلي لإحدى القدمين عند المشي (بسبب خلل التوتر) وقد ينتشر ليصبح معممًا، وفرط التوتر التشنجي (زيادة سرعة الخضوع في توتر العضلة) ونقص التوتر والإطراق (تدلي الجفن العلوي) والصَعَل (صغر حجم الرأس) والذهان والخرف المترقي ونقص السمع المترقي واضطراب ثنائي القطب والاكتئاب الكبير والذهاني الذي يمكن أن يتضمن هلوسة أو وهامًا أو بكمًا (صُمات) أو ذهولًا.
في المراحل النهائية من داء نيمان – بيك النمط ج، يكون المريض طريح الفراش ويعاني من شلل كامل في عضلات العين وفقدان الحركات الإرادية والخرف الشديد.

## علم الوراثة
تنجم 95% من حالات داء نيمان – بيك النمط ج تقريبًا عن طفرة جينية في الجين NPC1، ويشار إليه بالنمط ج1؛ و5% من باقي الحالات ناجمة عن طفرة جينية في الجين NPC2، ويشار إليه بالنمط ج2. المظاهر السريرية للأنماط ج1 وج2 خفيفة لأن الجينات الخاصة مكتنفة في مخرج الشحوم وخاصة الكوليسترول من الجسيمات الداخلة (الدُخْلُول) المتأخرة والجسيمات الحالة (اليحلول). يقع جين NPC1 على الصبغي 18 (18q11-q12) الذي وُصِف من قبل الباحثين في المعهد الوطني للصحة في يوليو 1997.
- يشفّر الجين NPC1 البروتين الغشائي الذي يتوضع في الأغشية داخل الخلية والمسؤول عن حركة الكوليستيرول والليبيدات داخل الخلايا. يؤدي عوز هذا البروتين إلى زيادة غير طبيعية في الليبيدات والكوليستيرول داخل الأغشية الخلوية.
- يشفّر الجين NPC2 البروتين الرابط والناقل للكوليستيرول.[7][8] وثبت أنه يتفاعل بشدة مع الجين NPC1.[9][10]

### النمط د المتفاوت
يوجد النمط د في داء نيمان – باك فقط لدى الكنديين الفرنسيين في محافظة يارموث التابعة لمقاطة نوفا سكوشا، والمعروف الآن بأنه مرض أليلي مثل النمط ج.
تشير البحوث النسبية إلى أن جوزيف ميوز (1679-1729) وماري أميرالك (1684-1735) هما السلف المشترك لكل الناس المرضى بالنمط د. هذا الثنائي أشبه بأصل النمط د المتفاوت.

## الفيزيولوجيا المرضية
يتميز داء نيمان – بيك النمط ج من ناحية الكيمياء الحيوية ووراثيًا وسريريًا عن النمط أ وب. إذ يوجد في النمطين أ وب عوز جزئي أو كامل في أنزيم الجسيم الحال يدعى حمض السفينغومياليناز. أما في النمط ج؛ فالبروتين المنتج بشكل أساسي نتيجة طفرة في الجين NPC1  ليس أنزيمًا، ولكن يبدو أنه يعمل كناقل في جملة الجسيم الداخلي – الجسيم الحال، التي تنقل جزيئات ضخمة منحلة بالماء عبر الخلية. البروتين المشفَّر في الجين NPC2  يشبه الأنزيم كثيرًا من الناحية الهيكلية، لكن يبدو أنه يتعاون مع بروتين NPC1 في عملية نقل الجزيئات داخل الخلية. يؤدي عرقلة هذه الجملة الناقلة إلى تراكم الكوليسترول والشحوم السكرية والجسيمات الحالة.
يتفاوت دور الكوليسترول والشحوم السكرية في الخلية. فالكوليسترول مكون أساسي في الغشاء البلازمي للخلية الذي يحدد الخلية ككل وعضياتها. وهو أيضًا لبنة بناء أساسية للهرمونات الستيرويدية بما في ذلك الستيرويدات العصبية. في النمط ج من داء نيمان – بيك، هناك كمية كبيرة من الكوليستيرول الحر أو غير المؤستَر المتراكم في الجسيمات الحالة، ويؤدي ذلك لعوز نسبي لهذه الجزيئات في الأغشية المتعددة ومن أجل تركيب الستيرويد. يرتبط تراكم الشحميات السفنغولية السكرية في الجهاز العصبي مع تغيرات بنيوية مثل تكون تغصنات منتبذ وتشكّل محوار ضخم، ويتم استهدافه دوائيًا.
تحاول العديد من النظريات الربط بين تراكم الكوليسترول والشحوم السكرية في الجسيمات الحالة مع الخلل الوظيفي لبروتين NPC-1.
- افترض نوفيلد وآخرون أن تراكم مستقبلات مانوز 6 فوسفات (MPRs) في الجسيم الداخلي المتأخر يشير إلى فشل المقايضة الراجعة للكوليستيرول عبر شبكة نقل جهاز غولجي.[12]
- تقترح النظريات الأخرى أن تعطيل الكوليسترول الراجع في الجسيم الداخلي المتأخر يؤدي إلى زيادة مرونة الغشاء، وبالتالي عودة حويصلات الكوليستيرول إلى شبكة نقل جهاز غولجي التي لا تستطيع أن تنضج وتتشكل.
- وصفت إيوانو وآخرون وجه الشبه بين بروتين NPC1 وأعضاء عائلة ناقلات التدفق (RND) للبرمياز بدائي النوى، وتشير إلى وظيفة الضخ لـ NPC1.[13]
- تشير الأدلة الأخيرة عام 2008 إلى أن NPC-1 قد يلعب دورًا مهمًا في تنظيم الكالسيوم.[14]

## التشخيص
يُشخّص داء نيمان – بيك النمط ج عن طريق فحص الأرومات الليفية المستنبَتة للكوليسترول المؤستر وتلوين الكوليسترول غير المؤستر بصبغة الفيليبين. تنمو الأرومات الليفية من خزعة جلدية صغيرة تؤخذ من المريض المشتبه بإصابته بداء نيمان – بيك النمط ج. يمكن التأكد من التشخيص بتحديد الطفرات في الجينات NPC1  أو NPC2  في 80-90% من الحالات. هذا الاختبار المتخصص مُتاح في مختبر جامعة توماس جيفرسون لتشخيص أمراض الجسيمات الحالة ومايو كلينك.

## العلاج
لا يوجد علاج معروف لداء نيمان – بيك النمط ج، ولا يوجد علاج لتخفيف الأعراض موافق عليه من قبل إدارة الغذاء والدواء الأمريكية. تعتبر الرعاية الداعمة ضرورية وتحسّن بصورة ملحوظة جودة حياة الأشخاص الذين يعانون من الداء. قد يشمل الفريق العلاجي متخصصين في طب الجهاز العصبي وطب الرئة وطب الجهاز الهضمي والطب النفسي وجراحة العظام والتغذية والعلاج الفيزيائي والعلاج الوظيفي. يمكن استخدام الأدوية المعيارية المستخدمة لعلاج الأعراض في مرضى الداء. عندما يصاب المرضى بصعوبة في البلع، قد يحتاج الطعام إلى جعله أكثر ليونة أو كثافة، وفي النهاية سيحتاج الأهل إلى التفكير في وضع أنبوب أنفي معدي (أنبوب التغذية).

## الإنذار (توقعات سير المرض)
عادة ما يرتبط عدد السنوات المتوقع أن يعيشها المرضى الذين يعانون من الداء بعمر بدء المرض. يموت الأطفال الذين بدأ المرض بفترة ما قبل الولادة أو الرضاعة خلال الأشهر أو سنوات القليلة الأولى من حياتهم عادةً، في حين تكون بداية ظهور الأعراض عند المراهقين والبالغين لداء نيمان – بيك النمط ج مخاتلةً ويكون تقدّمه أبطأ، وقد ينجو الأفراد المصابين حتى العقد السابع. يلاحظ تزايد تواتر حالات المرض عند البالغين. يُشتبه في أن العديد من المرضى الذين يعانون من الداء غير مشخصون، وذلك بسبب قلة الوعي بالمرض وعدم وجود اختبارات الفحص أو التشخيص المتاحة بسهولة. ويتأخر التشخيص لعدة سنوات غالبًا ولنفس الأسباب.

## اتجاهات البحث
يعتبر فقدان الميالين في الجهاز العصبي المركزي عاملاً ممرضًا رئيسيًا. يستخدم البحث نماذج حيوانية تحمل طفرة كامنة لمرض نيمان بيك، على سبيل المثال طفرة في الجين NPC1 تسبب مرض نيمان - بيك من النوع ج. في هذا النموذج، تبين أن التعبير عن عامل تنظيم جين الميالين (MRF) انخفض بشكل كبير. MRF هو عامل نسخ ذو أهمية حاسمة في إنماء وصيانة الأغماد المالينية. وبالتالي قد يحدث اضطراب في نضج الخلايا الدبقية قليلة التغصنات وعملية تكون الميالين، ويترتب على ذلك بدء آلية مستبطنة للعجز العصبي.
أظهرت دراسات التصوير العصبي الأخيرة للمرضى الذين يعانون من داء نيمان – بيك النمط ج وجود شذوذات مجهرية في الجسم الثفني. وأظهرت أيضًا اختزالًا واضحًا في ثخانة ومساحة سطح الجسم الثفني في بالمقارنة مع حالات الشواهد مع تثبيت العمر. وأظهرت الدراسات التي أجريت على صور الانتشار المُوتِّر في الرنين المغناطيسي اختزالًا ملحوظًا في تباين الخواص الجزئية للجسم الثفني، ما يشير إلى تشوهات بنيوية بناءً على اتجاه انتشار المياه. تشير هذه الاستنتاجات إلى أن الجسم الثفني يلعب دورًا مهمًا في المرض ويجب استكشافه لاستخدامه كواسم حيوي لتطور المرض.
يُدرَس آباء الأطفال الذين يعانون من الداء في محاولة لاكتساب بصيرة على فيروس الإيبولا، الذي يستخدم البروتين المُشفَّر بواسطة جين NPC1 لدخول الخلايا. ووجد الباحثون أن الفئران التي تحتوي على نسخة واحدة عادية من جين NPC1 من المرجح أن تصاب بعدوى الإيبولا أكثر من الفئران التي لديها نسختان عاديتان من الجين. نجت الفئران التي تفتقر إلى أي نسخة طبيعية من NPC1. قد تسمح دراسة الخلايا من الآباء والأمهات الحاملين لداء نيمان – بيك النمط ج بفهم أفضل لكيفية تأثير الطفرات في جين NPC1 على خطر الإيبولا.
تشير النتائج التي توصل إليها زانك وآخرون، أن الداء هو مرض مقايضة التقامي متأخر، ينتج جزئيًا على الأقل عن انقطاع الاتصال داخل الحجيرة (الحيز) الالتقامية المتأخرة (LE) وربما بين LE وعضيات خلوية أخرى. أصبح الحديث المتبادل بين الحجيرة الالتقامية الداخلية المتأخرة، وغيرها من العضيات مثل المتقدرات والشبكة الإندوبلازمية (الهيولية الباطنة) والغشاء البلازمي (الخلوي)، وكذلك الحجيرات الالتقامية المبكرة ذات الحدود الأكثر إثارة للاهتمام في أبحاث الأمراض التنكسية العصبية، بما في ذلك ألزهايمر وباركنسون واضطرابات الاختزان في الجسيمات الحالة.